# ادوکیت (مجله ال‌جی‌بی‌تی)
ادوُکِیت (به انگلیسی: The Advocate) مجله‌ای آمریکایی به زبان انگلیسی است که به صورت ماهیانه منتشر می‌شود و اخبار و موضوع‌های مرتبط با همجنس گرایی را پوشش می‌دهد. نخستین شماره از آن در سال ۱۹۶۷ و در شهر لس‌آنجلس منتشر شد.